# Heorhiivka, Verhnii Rohaciîk
Heorhiivka (în ucraineană Георгіївка) este un sat în comuna Berejanka din raionul Verhnii Rohaciîk, regiunea Herson, Ucraina.

## Demografie
Componența lingvistică a localității Heorhiivka
     Ucraineană (85,16%)
     Rusă (14,84%)
Conform recensământului din 2001, majoritatea populației localității Heorhiivka era vorbitoare de ucraineană (85,16%), existând în minoritate și vorbitori de rusă (14,84%).